# Spongosorites dendyi
Spongosorites dendyi är en svampdjursart som först beskrevs av Topsent 1927.  Spongosorites dendyi ingår i släktet Spongosorites och familjen Halichondriidae.
Artens utbredningsområde är Kap Verde. Inga underarter finns listade i Catalogue of Life.